# Apsarasa atramenta
Apsarasa atramenta là một loài bướm đêm trong họ Noctuidae.